# David Padrós i Montoriol
David Padrós i Montoriol (Igualada, 1942 - Barcelona, 12 de febrer de 2016) va ser un compositor, pedagog, i pianista català. El seu germà Jaume va ser també compositor i pedagog.

## Biografia
Alumne del Conservatori de l'Ateneu Igualadí, va continuar els seus estudis musicals amb Jordi Albareda i Bach (piano) i Jordi Torra (harmonia, contrapunt, composició), estudis que va ampliar posteriorment a Alemanya i Suïssa amb Paul Baumgartner i Sava Savoff (piano), Hans Ulrich Lehmann i Klaus Huber (composició)i Jürg Wyttenbach (interpretació de la música contemporània). Va ser guanyador del premi Hanz Lenz el 1969 al mèrit artístic (Alemanya) i del premi de composició de la Fundació Landis & Gyr el 1976 (Suïssa). Va residir a Basilea fins al 1982, on va desenvolupar una intensa tasca com a compositor, pianista i pedagog. Va desenvolupar una tasca docent com a professor de músiques del món al Conservatori Superior del Liceu. Entre els seus deixebles hi figuren compositors com Hèctor Parra i Bernat Vivancos. Des de 1982 i fins al dia de la seva mort va viure a Barcelona.
Creador seriós i meticulós, es va declarar influït per Luciano Berio, Pierre Boulez i Karlheinz Stockhausen. La seva obra, molt personal, té de vegades inspiració en el pensament oriental i es preocupa molt especialment de l'espai, tant des del punt de vista físic com temporal
Des del 1971 que va ser estrenada Styx en el Festival Internacional de Música de Barcelona, les seves obres han estat interpretades a tot Europa. Entre molts festivals internacionals cal destacar el de Lucerna (Suïssa), el Gaudeamus Musikwoche (Països Baixos), Europalia-85 (Bèlgica) i el de Barcelona (1987) en el que va ser estrenada Confluències (Música per a Santa Maria del Mar). Amb Xavier Benguerel, Carles Guinovart, Albert Llanas i Jesús Rodríguez Picó va integrar el grup de compositors Confluències, amb el qual realitzà entre altres projectes un CD de la Fundació A.C.A. on s'inclou Tankas (amb la mezzo Mª Àngels Busquets). Entre 1995 i 1998 va formar part del grup de cambra Vol ad Libitum. Amb aquesta formació va publicar un CD (amb: Arachne, Xucla el silenci nocturn, Ghiza-I-Ruh, Trajectòries, Cal·ligrama I i Styx) en el qual va participar com a pianista. Darreres estrenes: Metamorfosi Mozartiana a càrrec del Grupo Enigma, Daha, a càrrec de Harry Spaarnay, Línies i Plans, a càrrec de l'OBC, (obra inspirada en un dibuix de la investigadora suïssa Emma Kunz), Sincronies, pel Grupo Enigma, dir. Juan José Olives (2011).
El fons personal David Padrós es conserva a la Biblioteca de Catalunya, que l'any 2014 li dedicà l'exposició "Espai David Padrós"

## Obres
| Any  | Obra                                                                    | Tipus d'obra                       | Editorial                 |
| ---- | ----------------------------------------------------------------------- | ---------------------------------- | ------------------------- |
| 1967 | 2 canciones, per a soprano i piano                                      | Música vocal                       | -                         |
| 1968 | 3 impromptus, per a piano                                               | Música solista (piano)             | -                         |
| 1970 | Binari, per a quartet de corda                                          | Música de cambra                   | -                         |
| 1971 | Styx, per a orquestra de cambra                                         | Música de cambra                   | Breitkopf & Härtel        |
| 1971 | Segments, per a flauta                                                  | Música solista (flauta)            | -                         |
| 1971 | Heptagonal, per a piano                                                 | Música solista (piano)             | -                         |
| 1971 | Cnra Gora, per a baríton, flauta, viola i percussió                     | Música vocal                       | -                         |
| 1973 | Khorva, per a orquestra simfònica                                       | Música simfònica                   | -                         |
| 1974 | Materials, per a quintet de vent                                        | Música de cambra                   | -                         |
| 1974 | Cal·ligrama I, per a flauta en sol i piano                              | Música de cambra                   | Clivis                    |
| 1976 | Deux legendes, per a orgue                                              | Música solista (orgue)             | Clivis                    |
| 1977 | Batalla, per a piano, clave i 12 cordes                                 | Música per a conjunt instrumental  | -                         |
| 1979 | Musik im Raum, per a 2 pianos, flauta oboèm clarinet i percussió        | Música per a conjunt instrumental  | -                         |
| 1983 | Jo-Ha-Kyu, per a orquestra simfònica                                    | Música simfònica                   | -                         |
| 1983 | 6 cançons populars catalanes, per a cor mixt a 4 veus                   | Música coral                       | Clivis                    |
| 1984 | Cal·ligrama II, per a flauta i clave                                    | Música de cambra                   | Clivis                    |
| 1984 | Arachne, per a conjunt de cambra                                        | Música de cambra                   | -                         |
| 1985 | Maqam, per a piano                                                      | Música solista (piano)             | -                         |
| 1985 | Confluències, per a 8 metalls, percussió i electrònica                  | Música electrònica                 | -                         |
| 1986 | Trajectòries, per a violí                                               | Música solista (violí)             | Clivis                    |
| 1988 | Skizze, per a guitarra                                                  | Música solista (guitarra)          | Clivis                    |
| 1989 | Reflexe, per a violí i piano.                                           | Música de cambra                   | Clivis                    |
| 1989 | Chacone, per a quartet de corda i clave                                 | Música de cambra                   | -                         |
| 1990 | Ketjak, per a 4 pianistes a 2 pianos                                    | Música de cambra                   | -                         |
| 1990 | El sermó de Muntaner, per a quartet vocal, 4 instruments de vent, orgue | Música vocal                       | -                         |
| 1991 | Recordant a W.A. Mozart, per a clarinet i orgue                         | Música de cambra                   | -                         |
| 1991 | La Sala de la Suprema Harmonia, per a conjunt instrumental              | Música per a conjunt instrumental  | -                         |
| 1992 | Nocturne, per a flauta, clarinet, viola                                 | Música de cambra                   | -                         |
| 1992 | Jdeb, per a quartet de flautes de bec                                   | Música de cambra                   | -                         |
| 1993 | Sis Diferències (sobre un tema popular mallorquí), per a orgue.         | Música solista (orgue)             | Tritó Edicions            |
| 1993 | Gjatams, per a quartet amb piano                                        | Música de cambra                   | -                         |
| 1993 | Ghiza-I-Ruh, per a flauta, clarinet i piano                             | Música de cambra                   | -                         |
| 1994 | Xucla el silenci nocturn, per a violí, violoncel, flauta, clarinet      | Música de cambra                   | -                         |
| 1994 | Qawwali, per a quartet de flautes de bec                                | Música de cambra                   | -                         |
| 1994 | Klagelied, per a piano                                                  | Música solista (piano)             | -                         |
| 1994 | 17 Cançons populars catalanes, per a piano.                             | Música solista (piano)             | Clivis                    |
| 1995 | Ressonàncies, per a piano.                                              | Música solista (piano)             | Boileau (Colien Honegger) |
| 1996 | Manas, per a piano, quintet de vent, percussió                          | Música de cambra                   | -                         |
| 1996 | Fragment, per a quartet de corda                                        | Música de cambra                   | -                         |
| 1996 | Dialog, per a 2 guitarres                                               | Música de cambra                   | -                         |
| 1996 | 5 tankas, per a mezzosoprano, flauta, clarinet, guitarra                | Música vocal                       | -                         |
| 1997 | Sunyata, per a flauta i guitarra                                        | Música de cambra                   | -                         |
| 1997 | Cheops, per a orquestra de cambra                                       | Música per a conjunt instrumental  | -                         |
| 1998 | El Mascarón y su vihuela, per a violí, violoncel, guitarra              | Música de cambra                   | -                         |
| 1999 | Verwandlung, per a quartet de flautes.                                  | Música de cambra                   | Tritó Edicions            |
| 2000 | Degung, per a flauta de bec i vibràfon                                  | Música de cambra                   | -                         |
| 2001 | Projeccions, per a orquestra de cambra                                  | Música per a conjunt instrumental  | -                         |
| 2001 | El temps segons Rama, per a orquestra simfònica                         | Música simfònica                   | -                         |
| 2001 | 3 Poemas Sonoros, per a cor mixt a 4 veus                               | Música vocal                       | -                         |
| 2001 | 2 cançons populars catalanes, per a cor mixt a 4 veus.                  | Música vocal                       | Clivis                    |
| 2002 | Concert per a piano i orquestra, per a piano i orquestra                | Música simfònica                   | -                         |
| 2002 | Acciones y reacciones, per a flauta i piano.                            | Música de cambra                   | Universidad de Alcalá     |
| 2003 | Lignes dans l'espace, per a flauta en sol                               | Música solista (flauta)            | -                         |
| 2003 | Diario de noche, per a piano                                            | Música solista (piano)             | -                         |
| 2004 | Amalgames, per a clarinet i piano                                       | Música de cambra                   | -                         |
| 2004 | Instants, per a piano.                                                  | Música solista (piano)             | Tritó Edicions            |
| 2005 | Metamorfosis mozartiana, per a orquestra de cambra.                     | Música per a conjunt instrumental  | Tritó Edicions            |
| 2006 | Daha, per a clarinet baix                                               | Música solista (clarinet baix)     | -                         |
| 2006 | Derivaciones, per a vibràfon                                            | Música solista (vibràfon)          | -                         |
| 2006 | Línies i plans, per a orquestra simfònica.                              | Música simfònica                   | Tritó Edicions            |
| 2008 | Abstracció 1, per a flauta shakuhachi                                   | Música solista (flauta shakuhachi) | -                         |
| 2008 | Eclíptica, per a clarinet i violoncel.                                  | Música de cambra                   | Tritó Edicions            |
| 2009 | Abstracció 2, per a clarinet                                            | Música solista (clarinet)          | -                         |
| 2009 | Abstracció 3, per a guitarra                                            | Música solista (guitarra)          | -                         |
| 2010 | Sincronies, per a orquesta de cambra                                    | Música per a conjunt instrumental  | -                         |
| 2010 | Interludi, per a conjunt de cambra                                      | Música de cambra                   | -                         |

## Premis
- Premi Hanz Lenz el 1969 al mèrit artístic (Alemanya)[3]
- Premi de composició de la Fundació Landis & Gyr el 1976 (Suïssa).[3]

## Conferències
- "Música, espai i arquitectura", a càrrec de David Padrós. Biblioteca de Catalunya, 22 de gener de 2014.[8]